# Edda Renouf
Edda Renouf (Ciutat de Mèxic,1943) és una pintora i gravadora nord-americana. Filla d'Edward Renouf, un artista, i de la seva dona, Catherine Innes (Smith) Renouf. Va estudiar de 1961 a 65 al Sarah Lawrence College (BA 1965), de 1967 a 1968 a la Art Students League i de 1968 a 1971 a la Columbia University School of the Arts (MFA 1971). Mentre va obtenir el seu MFA, Renouf va estudiar amb diversos artistes visitants com Richard Pousette-Dart, Carl Andre i Jack Tworkov.
Després de graduar-se, Renouf va rebre una beca de pintura de la Universitat de Colúmbia que li va permetre viure i treballar a París durant un any. Va ser durant aquest període que Renouf va conèixer al comerciant Yvon Lambert que, impressionat pel seu treball, va fer a Renouf la seva primera exposició individual el 1972.

## Trajectòria
Renouf viu a Nova York i París des de 1972. Actualment divideix el seu temps entre els seus estudis de París i Washington Depot, CT, amb el seu marit, el compositor Alain Middleton. La galeria Yvon Lambert va representar Renouf fins al 1993. Renouf va fer la seva primera exposició individual als Estats Units amb la Blum Helman Gallery, Nova York el 1978. Van representar Renouf als Estats Units fins al 2002. Actualment està representada per Annely Juda Fine Art, Londres a Europa i per Barbara Mathes Gallery, Nova York als Estats Units.
Renouf va rebre una beca de la Fundació Pollock-Krasner el 1990. El 1997, Renouf va ser objecte d'una gran retrospectiva a la Staatliche Kunsthalle Karlsruhe de Karlsruhe, Alemanya. El National Museum of Women in the Arts de Washington, DC, també va presentar una exposició individual de l'obra de Renouf el 2004 titulada Revealed Structures. Al costat de l'exposició es va publicar un catàleg.
Renouf crea pintures i dibuixos abstractes minimalistes desenvolupats a partir de la seva gran atenció a les propietats subtils dels materials, com ara els fils teixits en tela de lli i les fibres de lli i cotó del paper. Renouf sovint altera aquests suports eliminant fils del teixit d'un llenç, o en els seus dibuixos, creant línies incisant el paper.
Annely Juda Fine Art, la representant de Renouf a Londres, caracteritza la seva obra pel seu "profund compromís amb els seus materials". Quan pinta, Renouf altera la superfície dels seus llenços de lli abans d'aplicar pintura. Elimina amb cura els fils dels seus llenços que després torna a aplicar, afegeix pigment i, finalment, polit el medi aplicat per posar en primer pla les alteracions que ha fet. Aquest procés i composició es basa en una quadrícula, un element important en la pràctica de Renouf, però el seu mètode per eliminar i tornar a aplicar fils li permet introduir corbes als seus quadres que els atorguen una estructura més orgànica.
En els seus treballs de paper i dibuixos, Renouf incideix línies fines abans d'aplicar pigments pastel. També treballa amb aquarel·la, grafit i tinta. Igual que els seus quadres, els treballs de Renouf sobre la geometria de la parella de paper amb elements orgànics flexibles. El contrast entre els dos crida l'atenció sobre la textura subjacent de la superfície i les qualitats físiques dels seus materials.

## Col·leccions
Les obres de Renouf es troben a les col·leccions del Museu d'Art d'Akron, l'Albright–Knox Art Gallery, el Museu d'Art de Blanton, el Museu Britànic, el Museu de Brooklyn, el Centre Pompidou de París, l'Institut d'Art de Chicago, el Museu d'Art de Cincinnati, la Col·lecció Lambert, Avinyó, França, el Museu d'Art de Dallas, els Museus d'Art de Harvard, [10] l' Alt Museu d'Art, el Museu d'Art d'Indianapolis, el Kunstmuseum Winterthur, Suïssa Museu Metropolitan d'Art, la Biblioteca i Museu Morgan, el Museu d'Art Contemporani Art Chicago, el Museu d'Art Contemporani de Los Angeles el Museu d'Art Modern (Nova York), National Gallery of Art de Washington DC, el Museu d'Art de Portland, el Tel. Museu d'Art d'Aviv, el Museu d'Art de la CU a la Universitat de Colorado Boulder, el Centre d'Art Walker, el Museu Whitney, i la Galeria d'Art de la Universitat Yale.